# Bichlbach
Bichlbach je obec v Rakousku ve spolkové zemi Tyrolsko v okrese Reutte.
Žije zde 772 obyvatel (1. 1. 2021).